# Demonax kucerai
Demonax kucerai är en skalbaggsart som beskrevs av Holzschuh 2006. Demonax kucerai ingår i släktet Demonax och familjen långhorningar. Inga underarter finns listade i Catalogue of Life.